# Kazimierz Małkiewicz
Kazimierz Małkiewicz (ur. 24 sierpnia 1922 w Pułtusku, zm. 21 sierpnia 1980 w Olsztynie) - podpułkownik SB, szef Wojewódzkiego Urzędu Bezpieczeństwa Publicznego (WUBP) w Zielonej Górze (1953-1955), szef Wojewódzkiego Urzędu ds. Bezpieczeństwa Publicznego (WUdsBP) w Gdańsku (1955-1956) i Szczecinie (1956-1957), I zastępca komendanta wojewódzkiego MO ds. BP w Szczecinie (1957-1959) i Katowicach (1959-1961), II zastępca komendanta wojewódzkiego MO ds. BP w Olsztynie (1961-1966).

## Życiorys
Syn Karola i Marii. Do 1938 ukończył 4 klasy gimnazjum im. Piotra Skargi w Pułtusku, a w 1959 liceum ogólnokształcące dla pracujących w Szczecinie. 25 XI 1945 został referentem PUBP w Lipinach. Od 10 IV 1947 zastępca szefa PUBP w Świnoujściu, od 1 III 1949 szef PUBP w Gryficach, od 4 XII 1950 zastępca szefa, a od 10 IX 1951 p.o. szef WUBP w Koszalinie, od 6 I 1953 szef WUBP w Zielonej Górze (od 12 IV 1955 słuchacz kursu specjalnego KGB w Moskwie), od 25 V 1955 szef WUdsBP w Gdańsku, od 15 IX 1956 szef WUdsBP w Szczecinie. 
Po przemianowaniu na początku 1957 urzędów ds. Bezpieczeństwa Publicznego na wewnętrzne wydziały SB w komendach wojewódzkich MO I zastępca komendanta wojewódzkiego MO w Szczecinie ds. BP, 15 V 1959 przeniesiony na analogiczne stanowisko do Katowic. Od 1 III 1961 do 31 VII 1966 II zastępca komendanta wojewódzkiego MO ds. BP w Olsztynie, następnie zwolniony ze służby.

## Awanse
- podporucznik - 11 IV 1947
- porucznik - 27 VI 1947
- kapitan - 18 VII 1949
- major - 12 VII 1952
- podpułkownik - 18 VII 1956

## Odznaczenia
- Krzyż Kawalerski Orderu Odrodzenia Polski (1954)
- Złoty Krzyż Zasługi (1959)
- Srebrny Krzyż Zasługi (1954)
- Medal 10-lecia Polski Ludowej (1955)
- Srebrna Odznaka W Służbie Narodu (1964)
- Brązowa Odznaka W Służbie Narodu (1946)
- Złota Odznaka Zasłużony dla Warmii i Mazur (1965)